# Victor Saúde Maria
Victor Saúde Maria (1939 - 25 de octubre de 1999) fue un político de Guinea-Bissau. Fue el primer ministro de Relaciones Exteriores del país (1974–1982) y luego fue primer ministro desde el 14 de mayo de 1982 hasta el 10 de marzo de 1984, cuando huyó a Portugal después de una lucha de poder con el presidente João Bernardo Vieira.
María regresó del exilio a fines de 1990 y estableció el Partido Socialdemócrata Unido (PUSD) en 1992. Se postuló a la presidencia en las elecciones generales de 1994, obteniendo el séptimo lugar con el 2.07% de los votos.  Dirigió el PUSD hasta su asesinato en 1999.